# 페리 에드워즈
페리 에드워즈(Perrie Edwards, 1993년 7월 10일 ~ )는 잉글랜드의 가수이다. 걸 그룹 리틀 믹스의 멤버이다.

## 생애
1993년 7월 10일에 태어나 사우스실즈에서 성장했다. 아버지는 알렉산더 에드워즈(Alexander Edwards), 어머니는 데보라 더피(Deborah Duffy)이다. 조니라는 오빠 한 명이 있다. 웨이머스에서 래디폴 (Radipole) 초등학교를 다니다가 다시 사우스실즈로 돌아왔다. 이후 사우스실즈에 있는 세인트 피터 앤 폴 RC (St. Peter and Paul RC) 초등학교를 졸업했다. 모티머 커뮤니티 컬리지 (Mortimer Community College)를 5년 간 다니다가, 뉴캐슬 대학교로 옮겨 졸업했다.

## 사생활
2012년 5월부터 가수 제인 말리크와 사귀다 2013년 8월 약혼을 했다. 하지만 2015년 8월 결별하게 되었다.
2021년 초, 임신을 발표하고 연말에 아이를 출산하였다.